# Napkelet (folyóirat, 1923–1940)
Napkelet a Magyar Irodalmi Társaság folyóirata (1.1923 – 18. 1940). Székhely: Budapest.
Irodalmi folyóirat, főszerkesztője Tormay Cécile 1923–1937-ig, 1937 májusától Kállay Miklós.
Szerkesztői: Horváth János (1923–26), Hartmann János (1926–32), Németh Antal (1933–35), Kállay Miklós (1935-37).
A Nyugat ellensúlyozása céljából alapították. Számos fiatal író, irodalomtörténész és kritikus pályakezdését segítették, köztük Halász Gábor, Hamvas Béla, Keresztury Dezső, Rónay György, Szabó Zoltán, Szerb Antal. A fiatal Németh László irodalmi tanulmányai leginkább e lap hasábjain láttak napvilágot.
A folyóirat programadó cikkét Horváth János írta Új közízlés felé címen, a közönséget és az írókat a folytonos történelmi és irodalmi hagyományok ápolása és követése körébe kívánja visszaterelni, óvni a nyugati hatások közvetlen utánzásától, öt év múltán Tormay Cécile is hasonló gondolatokat fejtett ki Öt év című évfordulós visszapillantásában.